# Oospila semispurcata
Oospila semispurcata là một loài bướm đêm trong họ Geometridae.